# Frucourt
Cet article possède un paronyme, voir Fricourt.
Frucourt est une commune française située dans le département de la Somme, en région Hauts-de-France.
Depuis juillet 2020, la commune fait partie du parc naturel régional Baie de Somme - Picardie maritime.

## Géographie

### Localisation
Frucourt est un village picard du Vimeu.
À vol d'oiseau, la localité est située à 5 km au nord-est de Oisemont, 10 km au nord-ouest d'Airaines, 12 km au sud d'Abbeville et à 37 km au nord-ouest d'Amiens.
Le territoire de la commune est limitrophe de ceux de quatre communes.
Les communes limitrophes sont  Citerne, Hallencourt, Limeux et Vaux-Marquenneville.

### Géologie et relief
La commune s'est construite sur le versant d'une vallée sèche.

### Hydrographie
La commune est située dans le bassin Artois-Picardie. Elle n'est drainée par aucun cours d'eau.

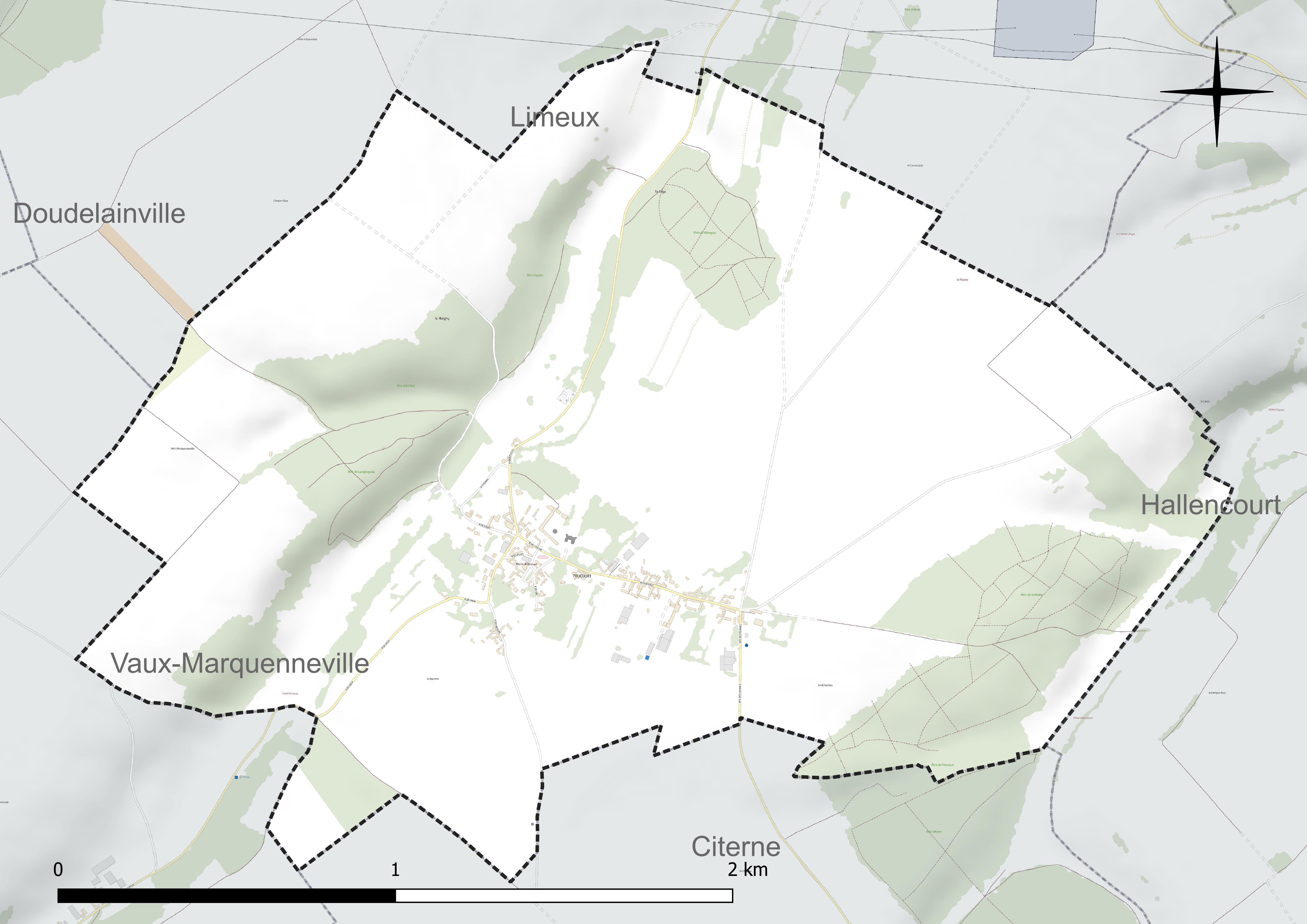
Réseau hydrographique de Frucourt.

### Climat
Pour des articles plus généraux, voir Climat des Hauts-de-France et Climat de la Somme.
En 2010, le climat de la commune est de type climat océanique dégradé des plaines du Centre et du Nord, selon une étude du CNRS s'appuyant sur une série de données couvrant la période 1971-2000. En 2020, Météo-France publie une typologie des climats de la France métropolitaine dans laquelle la commune est exposée à un climat océanique et est dans la région climatique Côtes de la Manche orientale, caractérisée par un faible ensoleillement (1 550 h/an) ; forte humidité de l'air (plus de 20 h/jour avec humidité relative > 80 % en hiver), vents forts fréquents.
Pour la période 1971-2000, la température annuelle moyenne est de 10,1 °C, avec une amplitude thermique annuelle de 13,4 °C. Le cumul annuel moyen de précipitations est de 816 mm, avec 12,6 jours de précipitations en janvier et 8,7 jours en juillet. Pour la période 1991-2020, la température moyenne annuelle observée sur la station météorologique la plus proche, située sur la commune d'Oisemont à 5 km à vol d'oiseau, est de 11,1 °C et le cumul annuel moyen de précipitations est de 801,4 mm,. Pour l'avenir, les paramètres climatiques de la commune estimés pour 2050 selon différents scénarios d'émission de gaz à effet de serre sont consultables sur un site dédié publié par Météo-France en novembre 2022.
| Mois                                  | jan.             | fév.            | mars          | avril         | mai             | juin           | jui.          | août           | sep.          | oct.            | nov.            | déc.             | année      |
| ------------------------------------- | ---------------- | --------------- | ------------- | ------------- | --------------- | -------------- | ------------- | -------------- | ------------- | --------------- | --------------- | ---------------- | ---------- |
| Température minimale moyenne (°C)     | 1,9              | 1,9             | 3,7           | 5,2           | 8,3             | 11,3           | 13,4          | 13,5           | 11            | 8,4             | 5,1             | 2,6              | 7,2        |
| Température moyenne (°C)              | 4,4              | 4,8             | 7,4           | 10            | 13,2            | 16,1           | 18,3          | 18,4           | 15,5          | 12              | 7,8             | 5                | 11,1       |
| Température maximale moyenne (°C)     | 6,9              | 7,7             | 11,2          | 14,8          | 18              | 21             | 23,2          | 23,3           | 20,1          | 15,5            | 10,5            | 7,3              | 15         |
| Record de froid (°C) date du record   | −12,7 01.01.1997 | −13 07.02.1991  | −8,8 04.03.05 | −4 08.04.03   | −0,9 05.05.1996 | 2,2 02.06.1991 | 6 07.07.1996  | 5,9 25.08.1993 | 2,6 30.09.18  | −4,9 29.10.1997 | −8,4 30.11.1989 | −13,2 29.12.1996 | −13,2 1996 |
| Record de chaleur (°C) date du record | 15,6 01.01.22    | 18,7 15.02.1998 | 24,8 31.03.21 | 27,6 19.04.18 | 31,7 27.05.05   | 36,4 18.06.22  | 41,4 25.07.19 | 38 10.08.03    | 34,2 10.09.23 | 29,1 01.10.11   | 20,9 07.11.15   | 16,1 31.12.22    | 41,4 2019  |
| Précipitations (mm)                   | 67,8             | 59,4            | 58,2          | 49,3          | 63,4            | 57,5           | 60            | 72             | 63,6          | 72,7            | 80,9            | 96,6             | 801,4      |

## Urbanisme

### Typologie
Au 1er janvier 2024, Frucourt est catégorisée commune rurale à habitat dispersé, selon la nouvelle grille communale de densité à sept niveaux définie par l'Insee en 2022.
Elle est située hors unité urbaine. Par ailleurs la commune fait partie de l'aire d'attraction d'Abbeville, dont elle est une commune de la couronne,. Cette aire, qui regroupe 73 communes, est catégorisée dans les aires de 50 000 à moins de 200 000 habitants,.

### Occupation des sols
L'occupation des sols de la commune, telle qu'elle ressort de la base de données européenne d'occupation biophysique des sols Corine Land Cover (CLC), est marquée par l'importance des territoires agricoles (73,2 % en 2018), une proportion identique à celle de 1990 (73,2 %). La répartition détaillée en 2018 est la suivante : 
terres arables (54,5 %), forêts (21,6 %), prairies (18,7 %), zones urbanisées (5,2 %). L'évolution de l'occupation des sols de la commune et de ses infrastructures peut être observée sur les différentes représentations cartographiques du territoire : la carte de Cassini (XVIIIe siècle), la carte d'état-major (1820-1866) et les cartes ou photos aériennes de l'IGN pour la période actuelle (1950 à aujourd'hui).

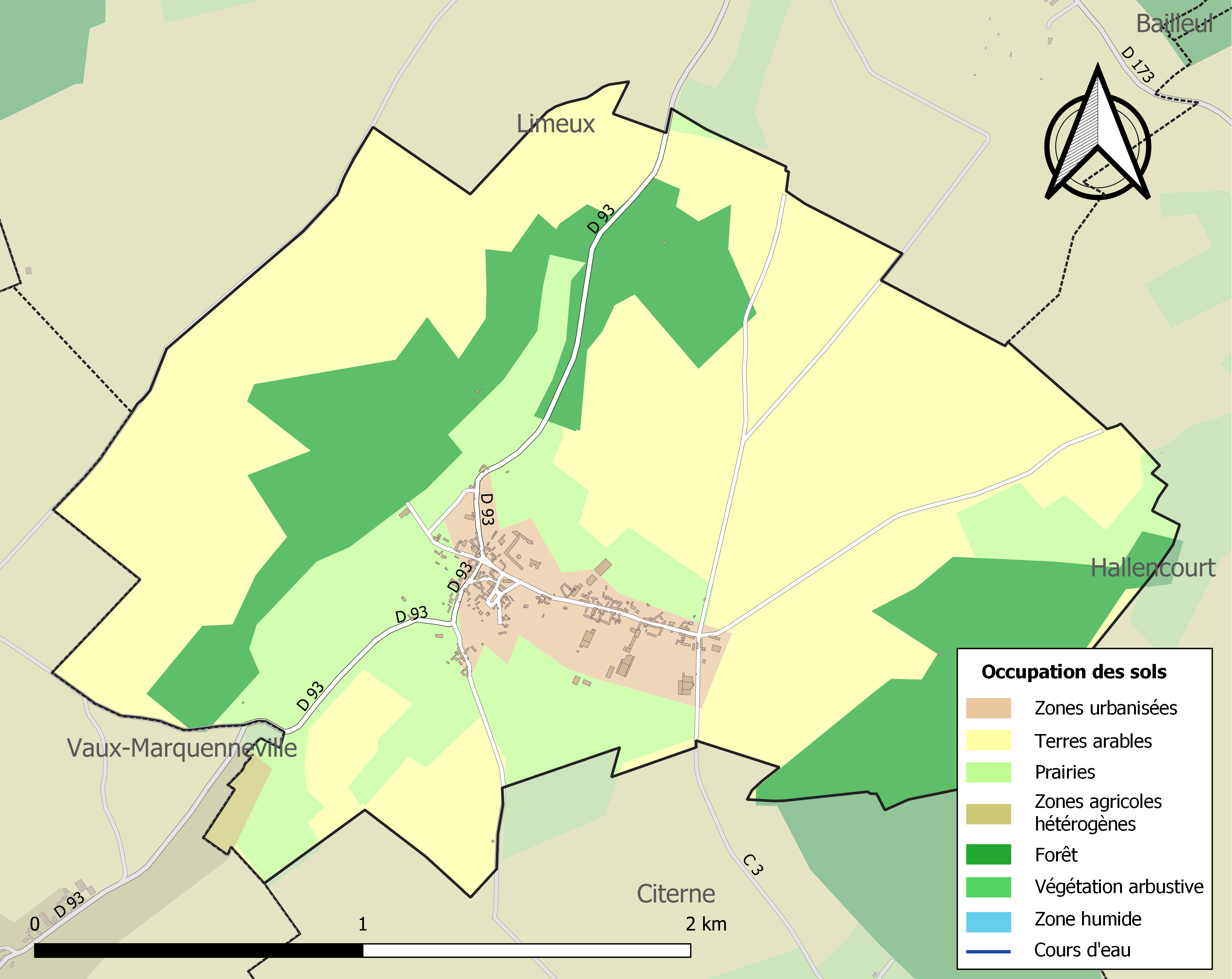
Carte des infrastructures et de l'occupation des sols de la commune en 2018 (CLC).

### Voies de communication et transports
En 2019, elle est desservie par la ligne d'autocars no 20 (Oisemont - Abbeville)  du réseau Trans'80, Hauts-de-France, les jours du marché d'Abbeville, le mercredi et le samedi.

## Toponymie
Le nom de la localité est attesté sous les formes Froocurtis au XIe siècle ; Friardi curtis en 1066 ; Fruicort en 1201 ; Frieucourt en 1220 ; Froocourt en 1229 ; Friercort en 1246 ; Froucourt en 1567 ; Frucourt en 1567 ; Frucour en 1757 ; Frucourt-sur-Limeux en 1753.
Cette commune comprend une ancienne partie du village de Citerne et le hameau de Yonville attesté sous les formes Yonville en 1557 ; Jonville en 1730 ; Yonval en 1851 ; Ionville.

## Histoire
Au XVIIe siècle, Charles-Michel de Monthomer, est seigneur de Daméraucourt, de Frucourt, de Doudelainville, de Warcheville et de Saint-Martin. Son blasonnement est « d'azur à la fasce d'or, accompagnée de dix besants du même, 4 en chef, et 3, 2 et 1 en pointe. » Son épouse est alors Madeleine De Vassé dont le blasonnement est « d'or à trois fasces d'azur ».
Les cahiers de doléances de la commune sont consultables sur le site des archives départementales, p. 187 à p. 188.

## Politique et administration

### Liste des maires
| Période                                  | Période                      | Identité                               | Étiquette | Qualité                        |
| ---------------------------------------- | ---------------------------- | -------------------------------------- | --------- | ------------------------------ |
| Les données manquantes sont à compléter. |                              |                                        |           |                                |
|                                          |                              | Jérôme Bué                             |           |                                |
|                                          | 1835                         | Jean Baptiste François Charles Morgand |           |                                |
| 1835                                     | 1840                         | Jacques Plé                            |           |                                |
| 1840                                     | Décembre 1869                | Jean Baptiste François Charles Morgand |           | Vicompte de Morgand            |
| 1870                                     | 1871                         | Aimable Juste Bonnaire                 |           |                                |
| 1871                                     | 1905                         | Alexandre Désiré Niquet                |           |                                |
| mai 1925                                 | 1930                         | Élisée Barbette                        |           | décédé en 1930                 |
| 1930                                     | juin 1944                    | Louis Picourt                          |           | démissionnaire en 1944         |
| juin 1944                                | mai 1958                     | Armand Barbette                        |           | démissionnaire en 1958         |
| 17 mai 1958                              | décembre 1958                | Eugène Cordier                         |           | conseiller, fait fonction      |
| décembre 1958                            | mai 1984                     | Philippe de Forceville                 |           | Comte Décédé en fonction       |
| mai 1984                                 | mars 2001                    | Jacques Picourt                        |           |                                |
| mars 2001                                | mars 2008                    | Pierre Barbette                        |           |                                |
| mars 2008                                | En cours (au 8 octobre 2020) | Gilbert Duchemin                       |           | Réélu pour le mandat 2020-2026 |

### Distinctions et labels
Classement au concours des villes et villages fleuris : deux fleurs récompensent  en 2015 les efforts locaux en faveur de l'environnement.

## Population et société

### Démographie
L'évolution du nombre d'habitants est connue à travers les recensements de la population effectués dans la commune depuis 1793. Pour les communes de moins de 10 000 habitants, une enquête de recensement portant sur toute la population est réalisée tous les cinq ans, les populations de référence des années intermédiaires étant quant à elles estimées par interpolation ou extrapolation. Pour la commune, le premier recensement exhaustif entrant dans le cadre du nouveau dispositif a été réalisé en 2004.

En 2022, la commune comptait 119 habitants, en évolution de −9,85 % par rapport à 2016 (Somme : −1,26 %, France hors Mayotte : +2,11 %).
| 1793 | 1800 | 1806 | 1821 | 1831 | 1836 | 1841 | 1846 | 1851 |
| ---- | ---- | ---- | ---- | ---- | ---- | ---- | ---- | ---- |
| 347  | 367  | 378  | 393  | 356  | 353  | 368  | 387  | 376  |

| 1856 | 1861 | 1866 | 1872 | 1876 | 1881 | 1886 | 1891 | 1896 |
| ---- | ---- | ---- | ---- | ---- | ---- | ---- | ---- | ---- |
| 352  | 354  | 341  | 345  | 314  | 301  | 298  | 287  | 301  |

| 1901 | 1906 | 1911 | 1921 | 1926 | 1931 | 1936 | 1946 | 1954 |
| ---- | ---- | ---- | ---- | ---- | ---- | ---- | ---- | ---- |
| 313  | 318  | 290  | 227  | 187  | 182  | 188  | 175  | 167  |

| 1962 | 1968 | 1975 | 1982 | 1990 | 1999 | 2004 | 2006 | 2009 |
| ---- | ---- | ---- | ---- | ---- | ---- | ---- | ---- | ---- |
| 163  | 155  | 165  | 162  | 142  | 121  | 136  | 133  | 136  |

| 2014 | 2019 | 2022 | - | - | - | - | - | - |
| ---- | ---- | ---- | - | - | - | - | - | - |
| 128  | 124  | 119  | - | - | - | - | - | - |

### Enseignement
En matière d'enseignement primaire, les communes de Doudelainville, Vaux-Marquenneville, Citerne, Huppy et Frucourt sont associées au sein d'un regroupement pédagogique concentré (RPC) dont le siège est à Huppy.

## Économie et commerces
À Frucourt se trouve une société spécialisée dans l'étiquetage, le flocage et l'emballage.

## Culture locale et patrimoine

### Lieux et monuments
- Le Moulin : 
Frucourt est dotée d'un moulin fortifié, le dernier du département de la Somme à encore être debout[31] situé au sud du village sur la route de Citernes. La famille de Monthomer propriétaire de la seigneurie a décidé de relever l'ancien moulin dont les travaux de construction furent achevés en 1641. Bâti entièrement en brique, le moulin possède des murs d'une épaisseur de 1,80 m à la base et de 1,20 m au sommet. Il servait principalement de point d'observation et à moudre le grain. 
Lors d'une attaque, une brèche permettait de déverser de l'huile bouillante sur l'ennemi. Les provisions du moulin étaient convoitées par les maraudeurs et les troupes armées qui agressaient régulièrement la région. 
Il porte les armoiries du seigneur du château de Frucourt (famille Monthomer), effacées durant la Révolution. 
Inscrit à l'Inventaire des Monuments Historiques depuis le 17 avril 1931, il figure aussi sur la « route des moulins des vallées de la Bresle et de la Somme ».
Il a été entièrement rénové de 1997 à 2002 et, en juin 2004, il a reçu un prix du concours « Les Rubans du Patrimoine »[31]. 
Le dernier meunier était Cyrille Piedecoq, décédé en 1927. 
L'intercommunalité  en assure l'entretien[31].

- Le château : 
Certains éléments du château sont protégés : façades et toitures, hall d'entrée avec son décor de gypseries, escalier avec sa rampe en fer forgé ; pièces avec leur décor : grand salon central, petit salon, salle à manger, bibliothèque, cuisine du rez-de-chaussée, chambre avec papiers peints, boudoir attenant, chambres jumelles au-dessus du grand salon, chambre d'angle, chambre dans l'aile sud-est sur cour, chapelle avec décor de gypseries, chambre jaune au premier étage.le classement date de l'arrêté du 6 juin 1980. les façades et toitures du pigeonnier font l'objet d'une inscription par arrêté du 6 juin 1980. L'ensemble des bâtiments de la ferme et le parc ordonnancé sont inscrits par arrêté du 30 novembre 1995[32].
Sa construction date du XVIIe siècle et du XVIIIe siècle.
- L'église Saint-Martin, toute en pierre blanche.
- Chapelle néo-gothique de la famille Morgan, édifiée en 1867 près du cimetière. Son tympan porte trois bœufs dorés, disposés en triangle : les armoiries des propriétaires[33].
- Monument aux morts[34]

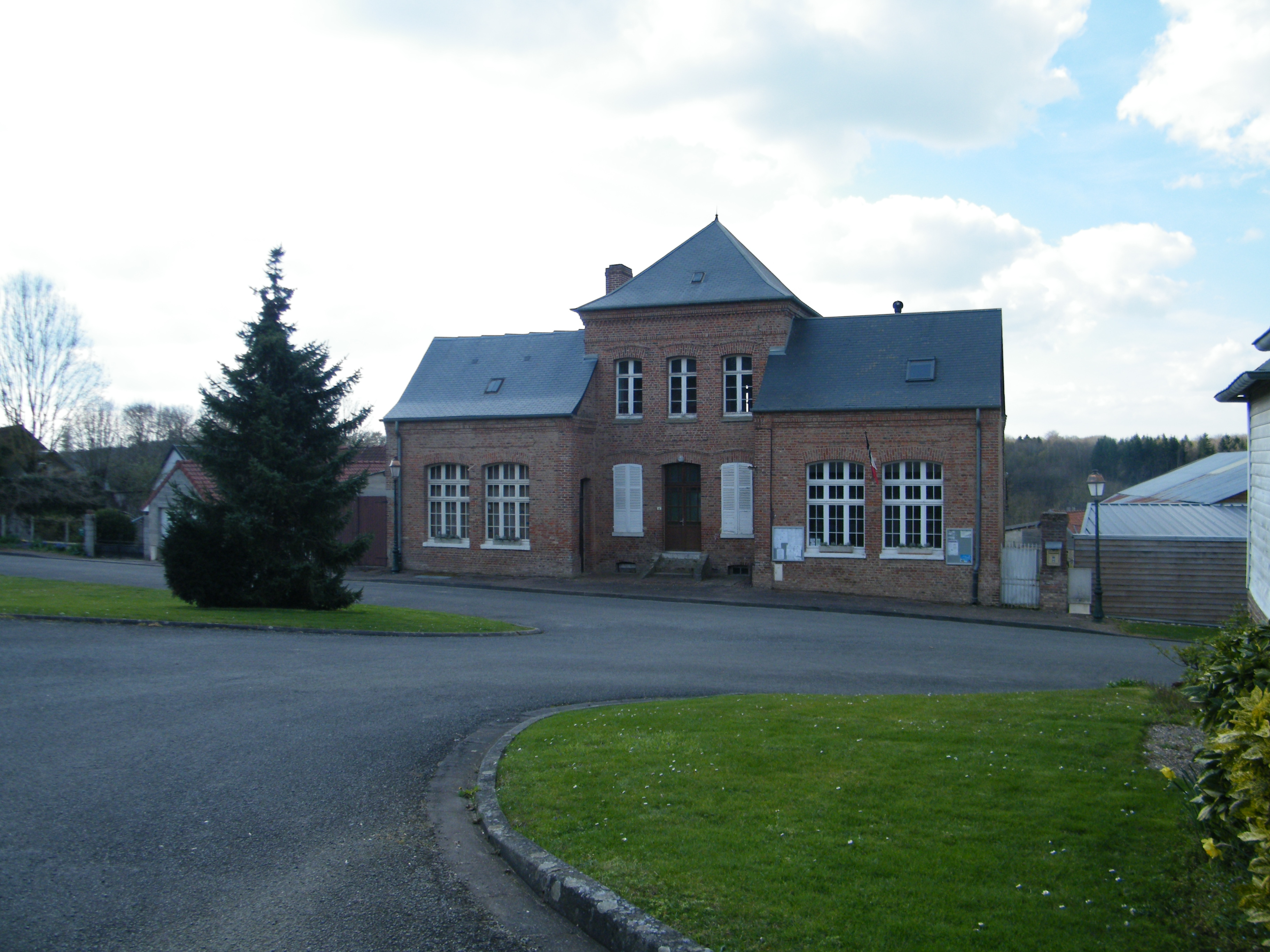
La mairie, sur la place.
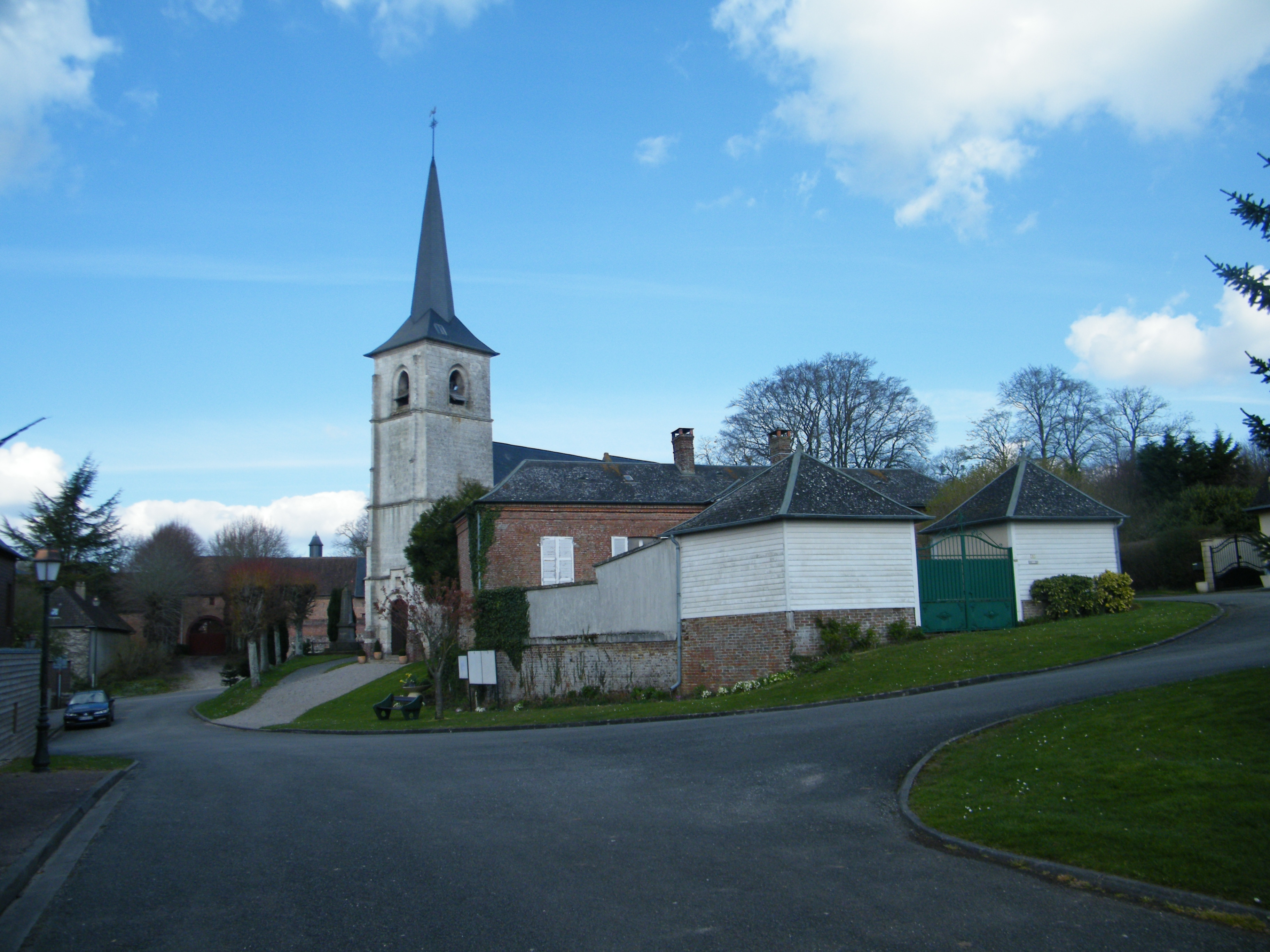
L'église, dans la descente.
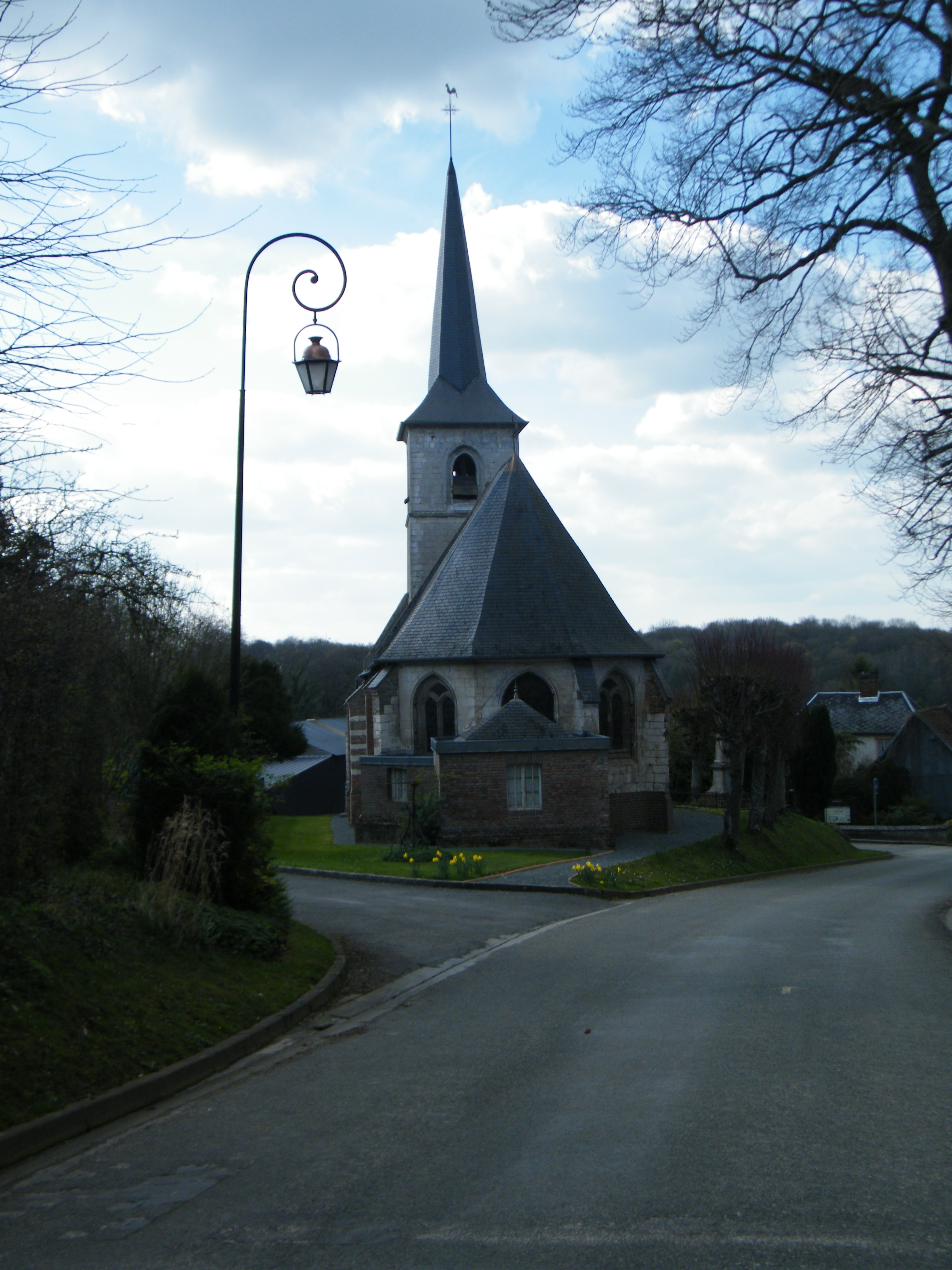
Le chevet de l'église.
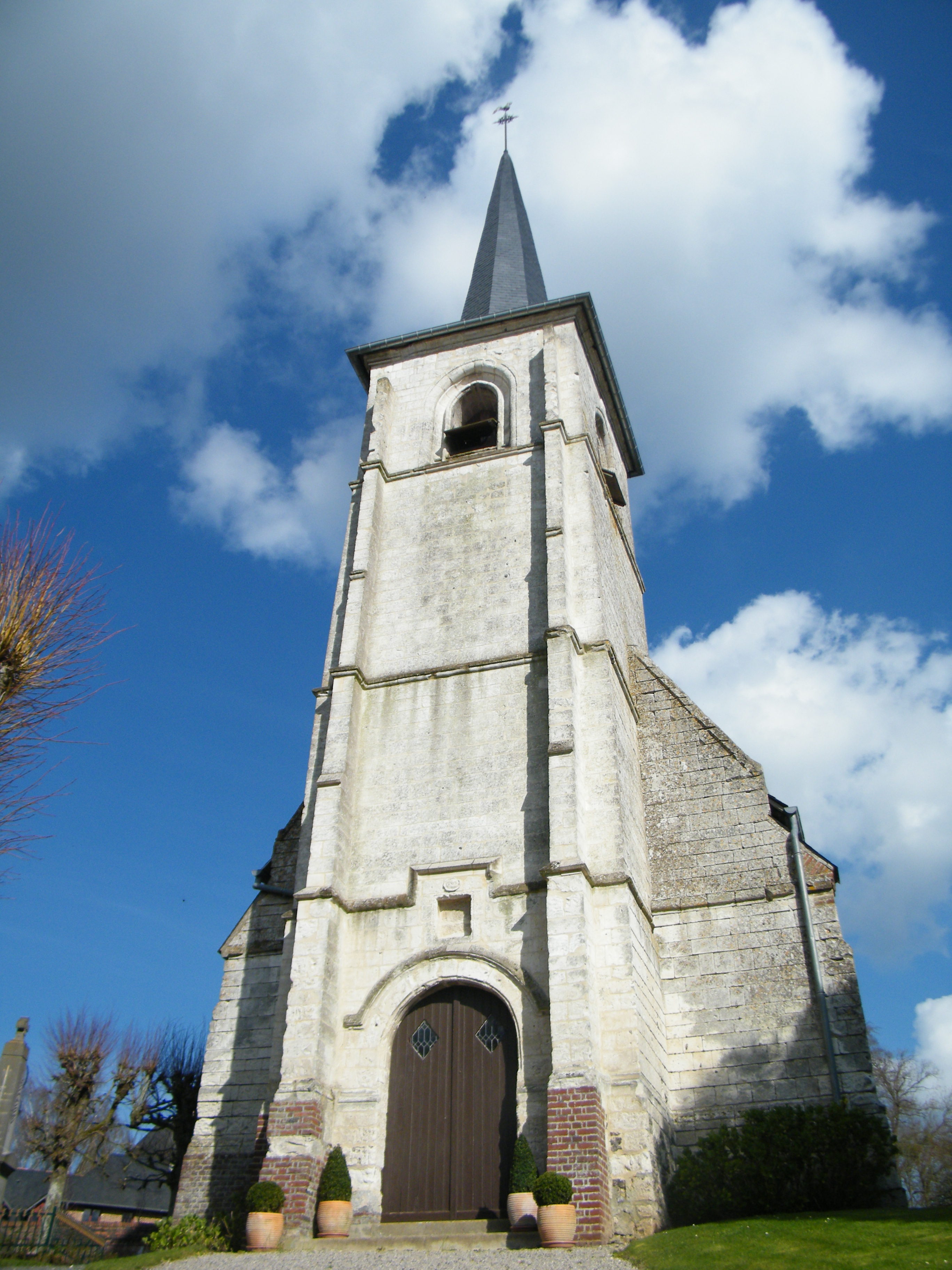
Le clocher.
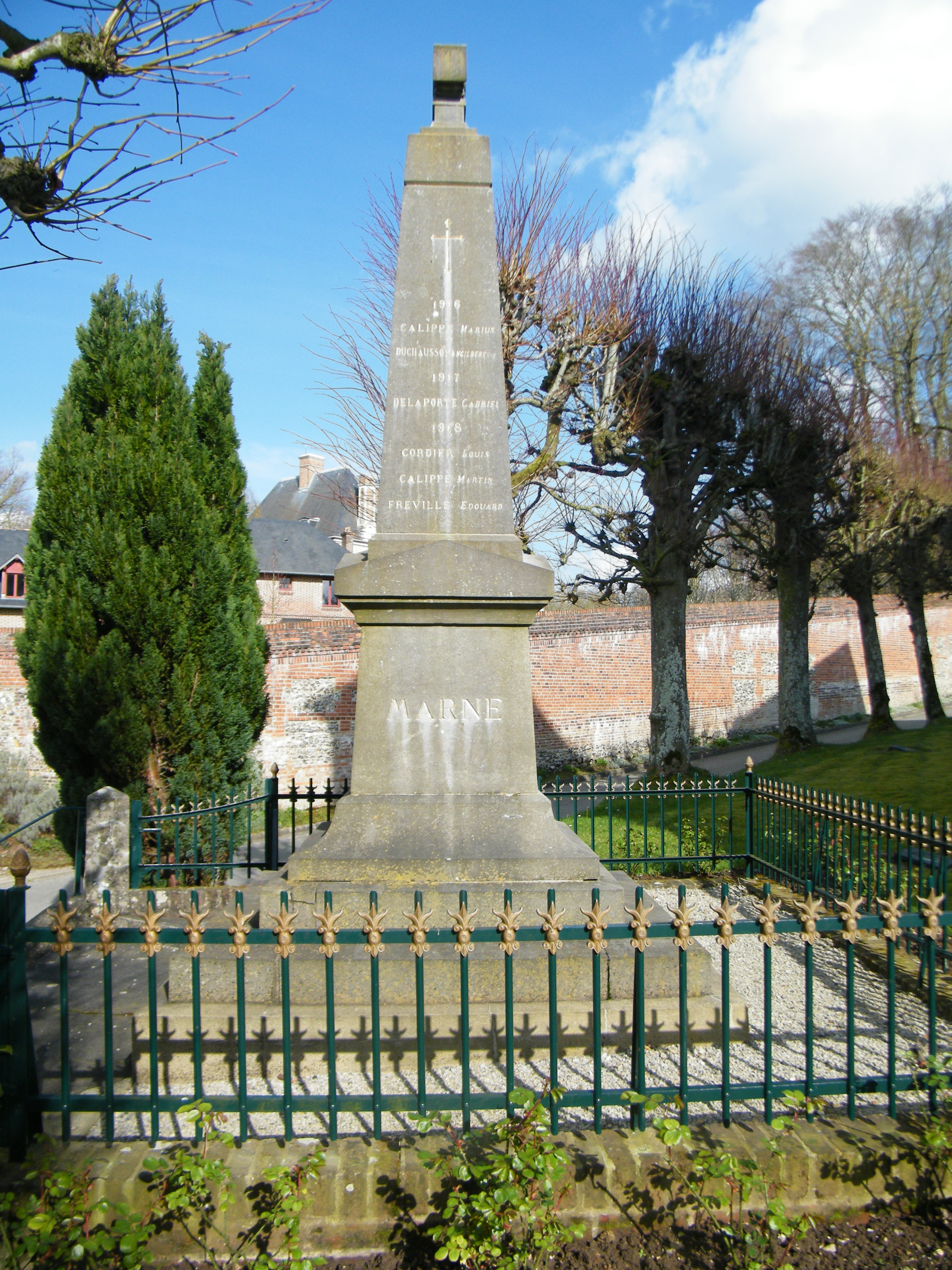
Le monument aux morts pour la patrie.
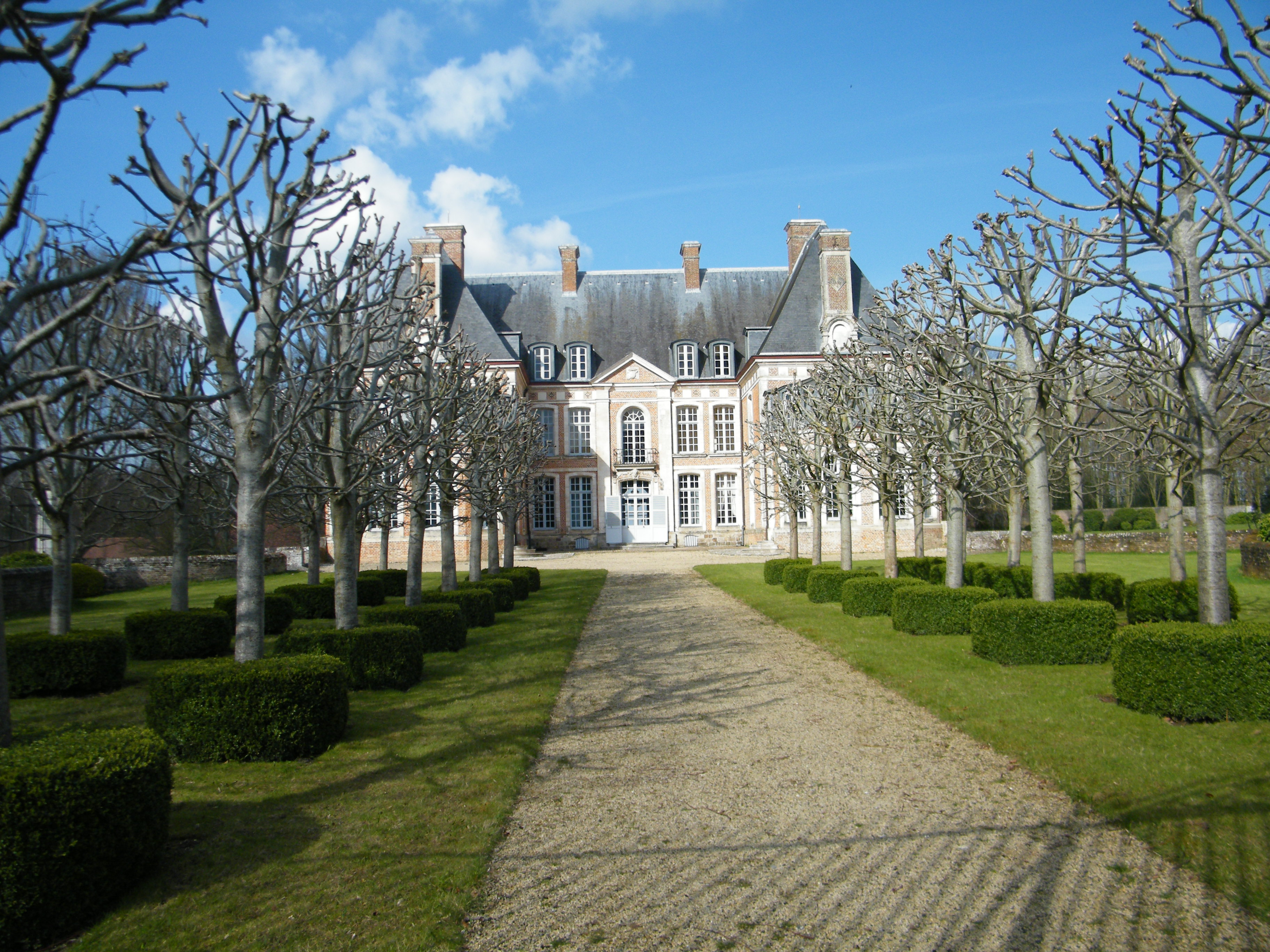
Le château (privé) et son parc planté.
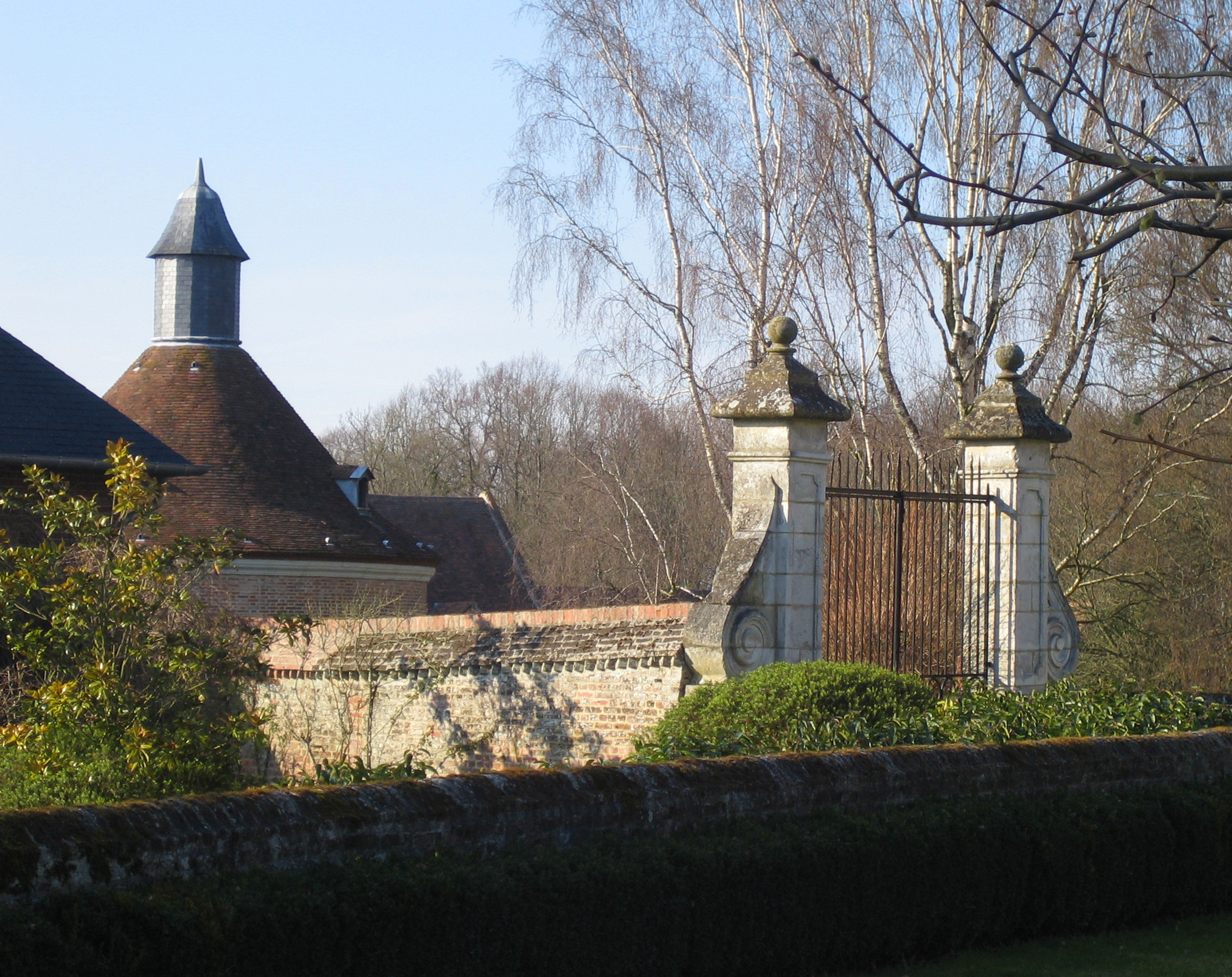
Toit du colombier et entrée latérale.
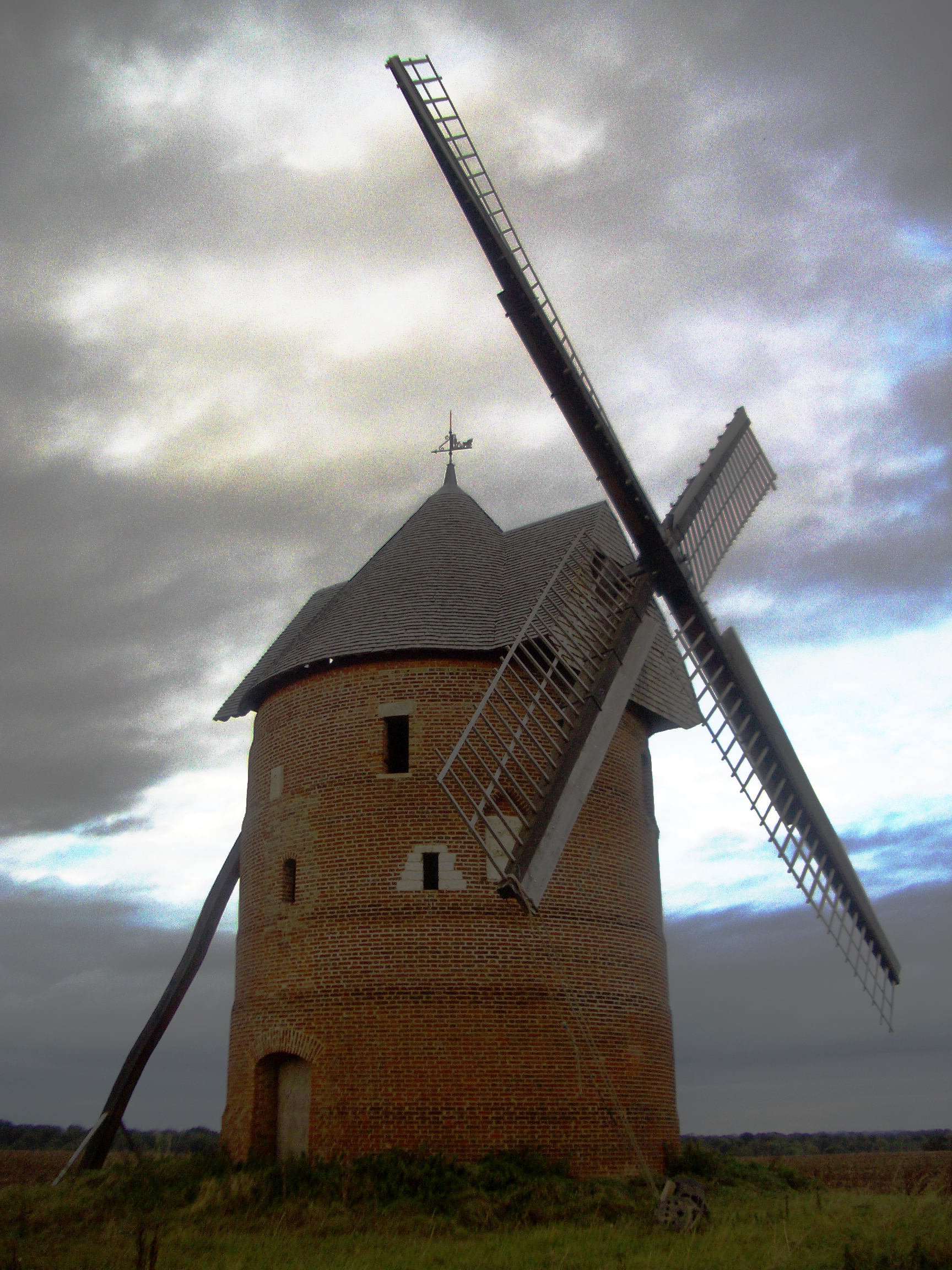
Le moulin restauré.
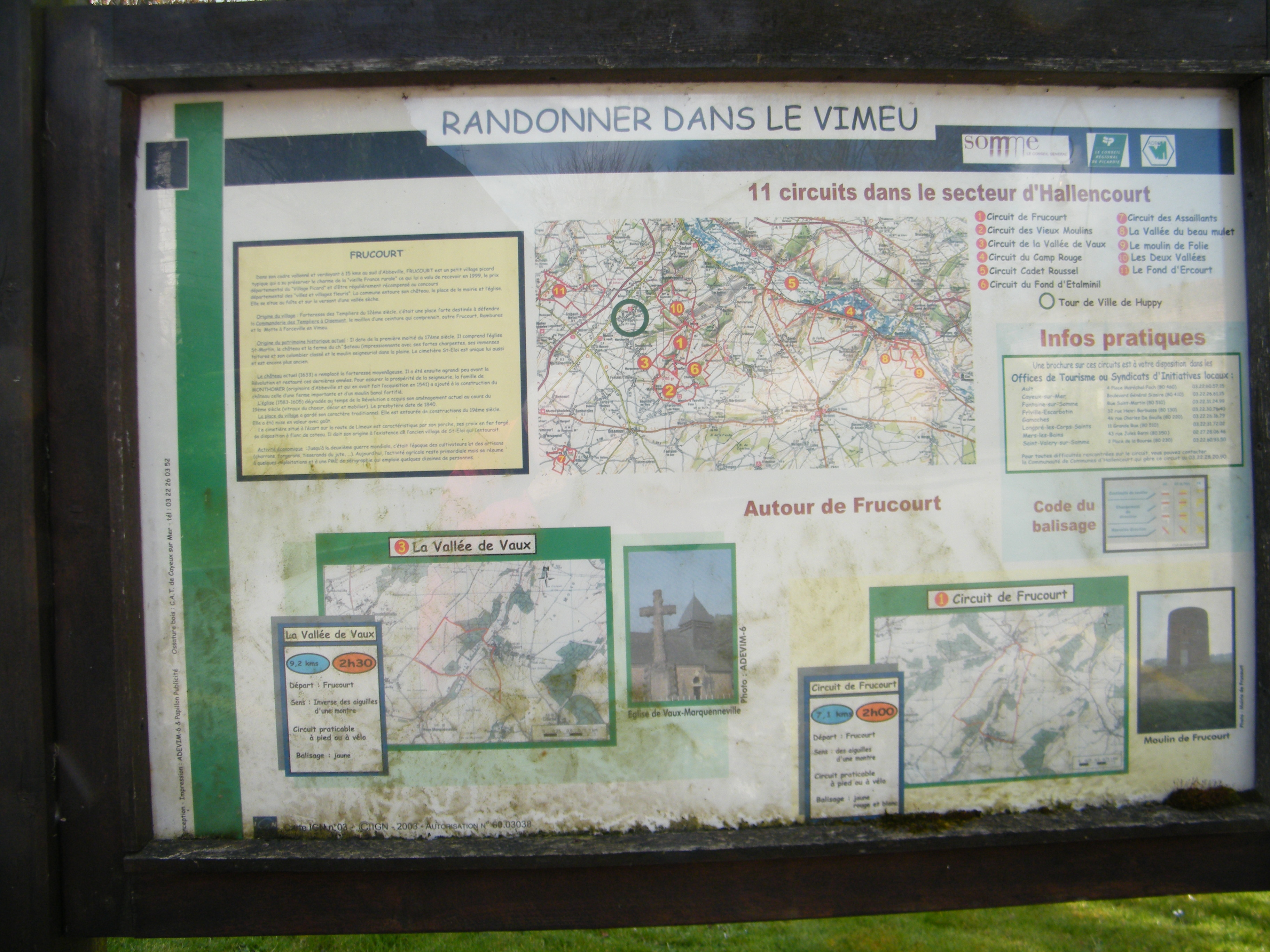
Les chemins de découverte.
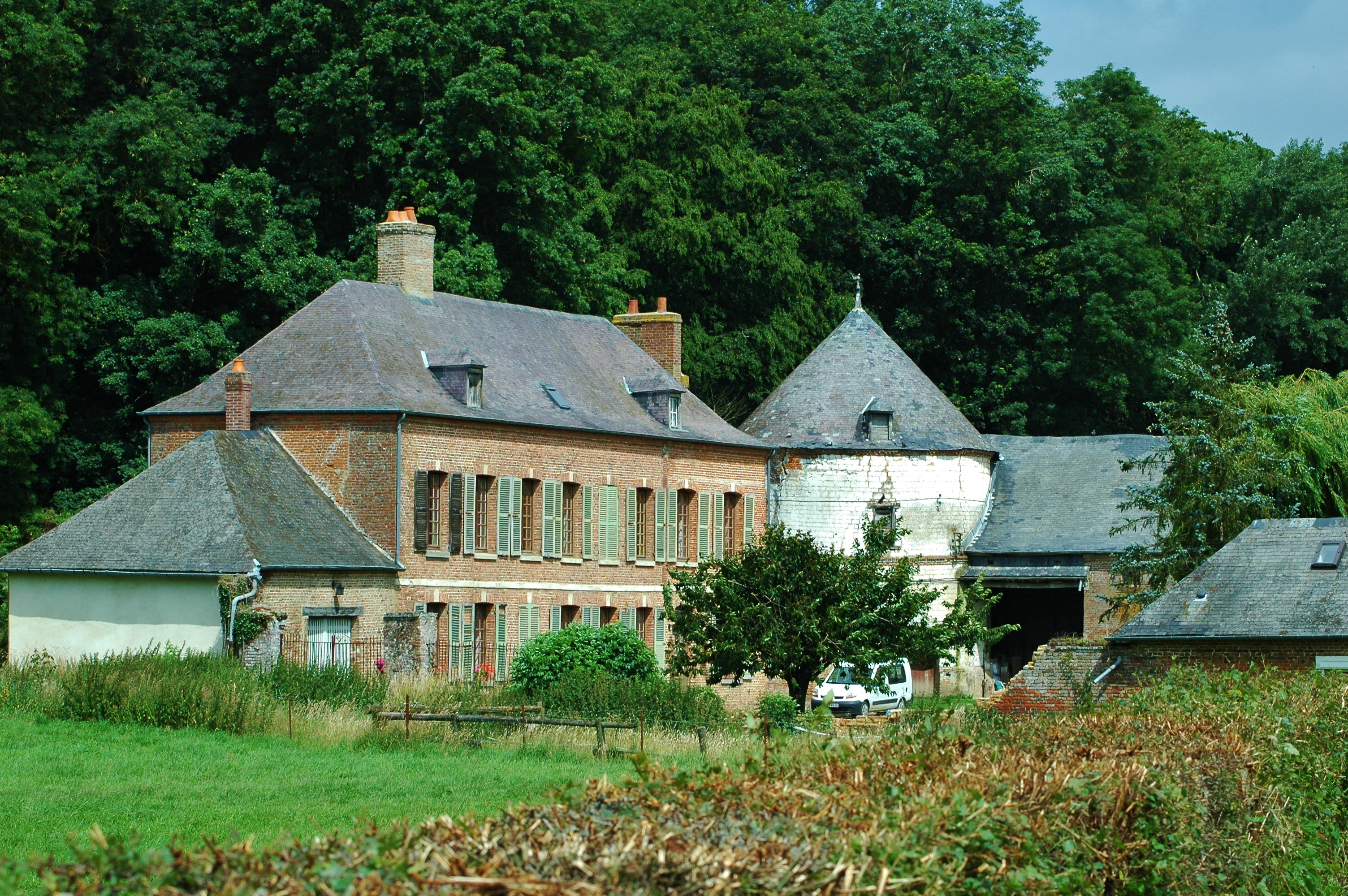
Architecture des environs.

### Personnalités liées à la commune
Elsa Schiaparelli, couturière, décédée le 13 novembre 1973, enterrée au cimetière de Frucourt.